# Cyclommatus elaphus
Cyclommatus elaphus es una especie de coleóptero de la familia Lucanidae. Es la especie más grande del género Cyclommatus.

## Distribución geográfica
Habita en Sumatra (Indonesia).

## Subespecies
- C. e. elaphus (Gestro, 1881)[9]
- C. e. kirchneri (Schnek, 2000)[10]
- C. e. truncatus (Schnek, 2000)[11]